# 林辰Buchi
林辰Buchi（1990年5月27日—），本名林辰，臺灣花蓮阿美族人，臺灣知識型Youtuber，國立東華大學經濟學學士、國立中央大學經濟學碩士，《臺灣吧 Taiwan Bar》共同創辦人暨創意總監，也擁有《林辰Buchi》個人頻道，專長時事評論、歷史說書。

## 外部連結
- YouTube上的《林辰Buchi》頻道
- 林辰Buchi的Facebook專頁
- 林辰Buchi的Instagram帳戶